# هجمات إلكترونية أوكرانية ضد روسيا (2024)
في عام 2024 بدأ متخصصو الإنترنت العاملون كجزء من المديرية الرئيسية للاستخبارات التابعة لوزارة الدفاع الأوكرانية وجهاز الأمن الأوكراني العديد من الهجمات الإلكترونية على التكنولوجيا والبنية التحتية الروسية بما في ذلك الهجمات على القطاع المصرفي الروسي وموفري الإنترنت الروس وموارد الويب للإدارة الإقليمية والبلدية والمطارات الروسية والعديد من المؤسسات الحكومية الروسية والشركات الخاصة. تم إجراء العمليات كوسيلة لعرقلة العمليات العسكرية الروسية وكشف الوثائق السرية التي يمكن أن تأخذها القوات المسلحة الأوكرانية في الاعتبار أثناء الغزو الروسي لأوكرانيا وكذلك لزعزعة استقرار مؤسسات روسيا. بدأت الهجمات الإلكترونية في التكثيف في نطاقها في يونيو ويوليو 2024.

## الخلفية
الحرب السيبرانية الروسية الأوكرانية هي أحد مكونات المواجهة بين روسيا وأوكرانيا منذ ثورة الكرامة في 2013-2014. كان سلاح الإنترنت الروسي تورلا موجودا منذ عام 2005. ومع ذلك تم تسجيل الهجمات الأولى على أنظمة المعلومات الخاصة بالمؤسسات الخاصة والمؤسسات الحكومية في أوكرانيا أثناء الاحتجاجات الجماهيرية في عام 2013. في عام 2013 بدأت عملية هرمجدون وهي حملة روسية للتجسس السيبراني المنهجي على أنظمة المعلومات الخاصة بالوكالات الحكومية ووكالات إنفاذ القانون والدفاع ويعتقد أنها تساعد روسيا في ساحة المعركة. بين عامي 2013 و2014 تأثرت بعض أنظمة المعلومات التابعة للوكالات الحكومية الأوكرانية بفيروس كمبيوتر يُعرف باسم تورلا. في فبراير ومارس 2014 ومع دخول القوات الروسية إلى شبه جزيرة القرم تعرضت مراكز الاتصالات للهجوم وتم العبث بكابلات الألياف الضوئية في أوكرانيا مما أدى إلى قطع الاتصال بين شبه الجزيرة والبر الرئيسي لأوكرانيا. بالإضافة إلى ذلك تم إغلاق مواقع الحكومة الأوكرانية والأخبار ووسائل التواصل الاجتماعي أو استهدافها بهجمات الحرمان من الخدمة الموزعة في حين تم اختراق أو تشويش الهواتف المحمولة للعديد من البرلمانيين الأوكرانيين. كما ذكر الخبراء الأوكرانيون بداية حرب إلكترونية مع روسيا.
بدأت شركات الأمن السيبراني في تسجيل زيادة في عدد الهجمات الإلكترونية على أنظمة المعلومات في أوكرانيا. وكانت ضحايا الهجمات الإلكترونية الروسية وكالات حكومية في أوكرانيا والاتحاد الأوروبي والولايات المتحدة ووكالات دفاع ومنظمات دفاعية وسياسية دولية وإقليمية ومراكز أبحاث ووسائل إعلام ومعارضين. اعتبارا من عام 2015 حدد الباحثون مجموعتين من القراصنة الروس الذين كانوا نشطين في الحرب الإلكترونية الروسية الأوكرانية: ما يسمى الدب المريح والدب المزخرف.

## الهجمات

### يناير
في منتصف يناير أفادت المديرية الرئيسية للاستخبارات بوزارة الدفاع الأوكرانية أن قراصنة فريق "بو" المتطوعين الذين توظفهم الوزارة حذفوا 280 خادما و 2 بيتابايت من البيانات من بلانيت وهو مركز أبحاث الأرصاد الجوية المائية الفضائية التابع للدولة في الشرق الأقصى والذي ساعد الجيش الروسي وخمسين وكالة حكومية أخرى في جمع وتحليل صور الأقمار الصناعية والبيانات. وفقا للمديرية الرئيسية للاستخبارات بوزارة الدفاع الأوكرانية كلف الهجوم الإلكتروني روسيا ما يقرب من 10 ملايين دولار أمريكي في الأضرار والتي شملت جهاز كمبيوتر فائقا مدمرا وبرامجه بتكلفة إجمالية 350 ألف دولار أمريكي مع العقوبات الغربية التي تعقد بشكل كبير استبداله. كما أثر الهجوم على المستودعات ومبنى مركز الأبحاث بما في ذلك أجهزة الترطيب وتكييف الهواء والخوادم وإمدادات الطاقة في حالات الطوارئ. كما أدت الهجمات الإضافية على محطة القطب الشمالي الروسية في جزيرة بولشفيك إلى "قطع الاتصال تماما" بالشبكات الروسية.

### فبراير
في الرابع من فبراير أفادت قناة تيليجرام الرسمية التابعة للمديرية الرئيسية للاستخبارات بوزارة الدفاع الأوكرانية أنهم تمكنوا من الوصول إلى نظام إدارة المستندات الإلكترونية المسمى "البيروقراطيون" وكشفوا عن معلومات مفصلة حول كبار العسكريين والمتخصصين الروس. وقالت الوزارة أيضا إنها عثرت على مجموعة واسعة من الوثائق السرية وذكرت على وجه التحديد وثائق تخص نائب وزير الدفاع الروسي تيمور إيفانوف. أدى الاختراق إلى استعادة المديرية الرئيسية للاستخبارات بوزارة الدفاع الأوكرانية لمعلومات حساسة تضمنت أوامر وتقارير وتعليمات للجيش الروسي كانت متداولة بين أكثر من 2000 وحدة عسكرية داخل وزارة الدفاع الروسية والتي يمكن تحليلها من قبل القوات المسلحة الأوكرانية. شكر المتسللون بسخرية وزير الدفاع الروسي سيرجي شويجو على الدور غير المقصود في تسهيل نجاح الهجوم الإلكتروني.
تمكن متسللو المديرية الرئيسية للاستخبارات بوزارة الدفاع الأوكرانية أيضا من استهداف البرامج العسكرية الروسية المستخدمة لتعديل طائرات دي جيه آي التجارية للتطبيقات العسكرية مما أدى إلى إغلاق الخوادم المسؤولة عن نظام تحديد "الصديق أو العدو" الروسي ومنع القوات من الوصول إلى الخادم لعمليات الطائرات بدون طيار. كما منع الهجوم الإلكتروني القوات من تكوين لوحات التحكم ونقل مقاطع الفيديو إلى مراكز القيادة وتشغيل الطائرات بدون طيار باستخدام واجهات الكمبيوتر مما أدى إلى إيقاف العديد من أساطيل الطائرات بدون طيار وإيقاف العمليات.

### أبريل
في أبريل تعاونت المديرية الرئيسية للاستخبارات بوزارة الدفاع الأوكرانية مع مجموعة قراصنة "فريق بو" لاستهداف النقل الإقليمي للاتصالات وهي شركة تابعة لشركة إم تي إس إحدى أكبر شركات الاتصالات في روسيا بعد الحصول على وصول شامل إلى معدات شبكة النقل الإقليمي للاتصالات. وأفادت المديرية الرئيسية للاستخبارات بوزارة الدفاع الأوكرانية أن الهجوم دمر برامج وملفات تكوين مهمة مما أدى إلى انقطاعات شديدة في الإنترنت في جميع أنحاء روسيا أثرت على المدن الكبرى مثل موسكو وسانت بطرسبرغ مما تطلب من العمال الوصول فعليا إلى المعدات وإعادة توصيلها لإصلاح الانقطاعات.
أدت الهجمات التي شنها جهاز الأمن الأوكراني على شركة الاتصالات موسكوليكتور إلى إغلاق 87000 جهاز استشعار إنذار يستخدم لمراقبة الصرف الصحي والتحكم فيه في جميع أنحاء منطقة العاصمة موسكو مما أدى إلى تدمير "70 خادما وما لا يقل عن 90 تيرابايت من بيانات الشركة ورسائل البريد الإلكتروني والنسخ الاحتياطية والعقود" في هذه العملية.

### يونيو
في أوائل يونيو نفذ عملاء الإنترنت في المديرية الرئيسية للاستخبارات بوزارة الدفاع الأوكرانية هجوما واسع النطاق على مواقع الويب الحكومية الروسية المختلفة بما في ذلك مواقع الوزارات الرئيسية مثل وزارات العدل والدفاع وتكنولوجيا المعلومات والاتصالات والمالية والشؤون الداخلية والصناعة والطاقة وحالات الطوارئ. امتدت الاضطرابات إلى الخدمات المدنية حيث أشارت التقارير المحلية إلى إلغاء العديد من حفلات الزفاف بسبب انقطاع النظام. أثرت الهجمات على شركة الطائرات المتحدة الشركة المصنعة للطائرات المتقدمة الأساسية في روسيا على عملياتها وتسببت في جعل موقعها على الويب غير قابل للوصول لفترة طويلة. ذكرت المديرية الرئيسية للاستخبارات بوزارة الدفاع الأوكرانية أن طريقتها الأساسية في الهجوم الإلكتروني كانت باستخدام هجمات الحرمان من الخدمة الموزعة.
في الثاني عشر من يونيو وبالتزامن مع يوم روسيا استهدف قراصنة أوكرانيون الأنظمة الإلكترونية لمطارات روسية متعددة مما تسبب في تعطيل الرحلات الجوية. وشملت المطارات المستهدفة مطار يوجنو ساخالينسك ومطار دوموديدوفو في موسكو ومطار جاجارين في ساراتوف مما أدى إلى تأخير الرحلات الجوية المتجهة بشكل أساسي إلى سوتشي وبودروم وموسكو. كما أجبر الهجوم الطائرات على التحويل إلى سامارا وأوليانوفسك. قبل الهجوم تمكن المتخصصون في مجال الإنترنت من الوصول إلى خادم الموقع الإلكتروني الرسمي لمجلس الدوما في منطقة ستافروبول وأضافوا لافتة تحتوي على عبارة "انتظر، سنحررك!" وصوروا الساحة الحمراء وهي تحمل الأعلام الأوكرانية قبل وقت قصير من استهداف المطارات.
بعد فترة وجيزة في الرابع عشر من يونيو تعاونت المديرية الرئيسية للاستخبارات بوزارة الدفاع الأوكرانية مع مجموعة قراصنة "فريق بو" لمهاجمة موارد الويب البلدية الروسية مستهدفة في المقام الأول البنية التحتية الرقمية لإدارة منطقة أوليانوفسك. أدى الهجوم إلى إلحاق أضرار جسيمة بأنظمة تكنولوجيا المعلومات التابعة للإدارة حيث تم تعطيل اثنين من المشرفين على الأجهزة الافتراضية وأجهزة الاتصال بينما تم تدمير عشرة آلات افتراضية وجهاز كمبيوتر شخصي واحد. بالإضافة إلى ذلك أدت العملية إلى محو ما يقرب من 20 تيرابايت من البيانات. قبل الهجوم الرئيسي انخرط المتسللون في حملة تصيد استهدفت هيئات حكومية محلية أخرى ومحاكم وأفراد من الجمهور.
كجزء من العملية نشر المهاجمون أمرا ملفقا على موقع إدارة أوليانوفسك على الإنترنت. دعا هذا التوجيه الكاذب المنسوب إلى رئيس البلدية أ. إي. بولداكين إلى مظاهرات عامة. كما وفر التسلل لفريق بو إمكانية الوصول إلى وثائق حساسة بما في ذلك تقارير عن ممارسات التجنيد العسكري. هذه الوثائق أشارت إلى سكان أوليانوفسك الذين تم الإبلاغ عن "تجاوزهم للمرشحين للخدمة العسكرية" باعتبارهم "أفرادا مستهدفين".
في 26 يونيو استهدفت هجمات إلكترونية مكثفة أكبر مزودي الإنترنت في شبه جزيرة القرم المحتلة من قبل روسيا.

### يوليو
في يوليو 2024 ورد أن أجهزة الاستخبارات الأوكرانية شنت هجوما إلكترونيا كبيرا ضد العديد من القطاعات الروسية القائمة على التكنولوجيا. بدأت الهجمات في 15 يوليو عندما عمل متخصصو الإنترنت في المديرية الرئيسية للاستخبارات بوزارة الدفاع الأوكرانية مع مجتمع من المتسللين لاستهداف ما يقرب من مائة مورد ويب روسي لمحو بياناتهم الداخلية والتي تم اختيارها بناء على تورطهم مع الوكالات الروسية المتورطة في غزو روسيا لأوكرانيا. تم إغلاق صفحات الويب المتأثرة واستبدالها بصورة لرأس خنزير مقطوع الرأس ملطخ بالدماء وملون بعلم روسيا بجوار فأس يحمل علم أوكرانيا مع إدراج عبارة "404 روسيا غير موجودة".
بدأت عملية أكبر في 23 يوليو من قبل مديرية الاستخبارات الرئيسية بوزارة الدفاع الأوكرانية والتي استهدفت المؤسسات المالية التي ذكرت أنها متورطة في تمويل الأنشطة العسكرية ضد أوكرانيا. بحلول 27 يوليو أصبح تأثير الهجوم شديدا وواسع النطاق. لم يتمكن عملاء العديد من البنوك الروسية الكبرى من سحب النقود من أجهزة الصراف الآلي مع حظر بطاقات الائتمان والخصم عند استخدامها. أثر الهجوم الإلكتروني على جوانب مختلفة من البنية التحتية المصرفية الافتراضية في روسيا والتي تضمنت تجميد أنظمة الدفع وتطبيقات الخدمات المصرفية عبر الهاتف المحمول وانقطاعات بوابة الخدمات المصرفية والاختراقات في قواعد بيانات العديد من البنوك الكبرى والتي تضمنت دوم دوت آر إف وألفا بنك ورايفيسين بنك وبنك في تي بي وروس بنك وغازبرومبانك وبنك آر إس إتش بي وسبيربنك وآي بنك ومصرف تينكوف. استهدفت الهجمات أيضا أنظمة النقل العام والشبكات الاجتماعية الروسية الشهيرة ومنصات الإنترنت وتسببت في انقطاع الخدمة للعديد من مزودي الاتصالات والإنترنت الروس الكبار بما في ذلك ميغافون وتيلي تو وبيلاين وروس للاتصالات.
صرح مصدر من الاستخبارات الأوكرانية أن الهجوم "يكتسب زخما" وأشار إلى تصعيد في الهجمات.
اعترفت روسيا بأن الهجمات الإلكترونية بدأت من قبل "قراصنة بدوافع سياسية".